# Gilbert Hernandez
Gilbert Hernandez é um cartunista americano, conhecido por seu trabalho na revista em quadrinhos americana Love and Rockets, ao lado de seus irmãos Jaime e Mario. Foi indicado ao Eisner Award de "Melhor Escritor" por seu trabalho na série em 1991.

## Biografia
Gilbert Hernández nasceu e cresceu em Oxnard, Califórnia, filho de pai mexicano e mãe nascida no Texas. Seu pai, que trabalhava muito e era um tanto ausente na casa, morreu em 1968, quando Gilbert tinha 11 anos . Assim, Gilbert seus cinco irmãos e sua irmã foram criados pela mãe e pela avó. A mãe gostava muito de gibis, tinha muitos deles e transmitiu seu amor pelos quadrinhos aos filhos. 
Gilbert ficou particularmente apaixonado pelo trabalho que Jack Kirby, Steve Ditko, Hank Ketcham (criador da série Dennis the Menace) e os gibis da série Archie. Seu irmão Mario foi responsável por apresentar a ele o trabalho de Robert Crumb e os quadrinhos underground. 
Outra grande influência no trabalho de Gilbert foi o rock, incluindo punk, new wave e glitter rock. Em particular, ele e seus irmãos foram influenciados pela energia e diversidade da cena punk e hardcore da Califórnia do final dos anos 1970. Gilbert atribuiu ao punk rock a confiança necessária para começar a desenhar seus próprios quadrinhos.
Mas também no final dos anos 1970, Gilbert descobriu o cinema europeu de cineastas como Fellini, Buñuel e Rossellini. Um filme que o influenciou especialmente foi Orfeu Negro, uma produção ítalo-franco-brasileira dirigida pelo francês Marcel Camus em 1959: “Cada vez que eu via Orfeu Negro pensava: isso daria uma ótima série de história em quadrinhos!” 

## Carreira
Em 1981, Hernandez e seus irmãos Jaime e Mario publicaram a primeira edição de seu zine Love and Rockets. Era uma publicação amadora. Eles enviaram um exemplar para a Comics Journal, a principal revista crítica e jornalística a respeito de histórias em quadrinhos nos Estados Unidos. O editor da Comics Journal gostou tanto que convidou os Hernandez para publicarem pela Fantagraphics, que publicava a revista.
A Love & Rockets, provocou uma revolução no mundo dos gibis norte-americanos e influenciaram até mesmo autores de quadrinhos mainstream, como Alan Moore, Neil Gaiman e Frank Miller.
Em 1983, Hernandez publicou a primeira parte da primeira história da Heartbreak Soup (no Brasil, Sopa de Lágrimas) em Love and Rockets #3. Isso deu início a Palomar, a obra-prima realista mágica de Hernandez, que foi concluída em 1996. Estas histórias acontecem em Palomar, uma fictícia vila rural latino-americana, onde a tecnologia moderna (nem mesmo o telefone) e o consumismo desenfreado ainda não chegaram. 
Caso raro no mundo dos quadrinhos até então dominado totalmente por homens, Love and Rockets conquistou um grande público feminino, em grande parte devido às suas complexas e vívidas personagens femininas. “O trabalho de Jaime e Gilbert tem sido fundamental e teve grande influência para que mulheres quadrinistas buscassem sua própria voz e desenvolvessem suas próprias personagens”, diz a escritora e ensaísta espanhola Ana Merino.

## Publicação no Brasil
- Crônicas de Palomar, Record, 1991
- Love and Rockets, 1, 2, 3 e 4, Record, 1991-1992
- Comic Book: O Novo Quadrinho Norte-Americano, Conrad, 1999
- Sopa de Gran Peña, Via Lettera, 2004
- Pés de Pato, Via Lettera, 2007
- Birdland - Uma Aventura dos Sentidos, Arte Sequencial, 2010
- Sopa de Lágrimas, Veneta, 2016
- Diastrofismo Humano, Veneta, 2017
- O Dia de Julio, 2019
- Além de Palomar, Veneta, 2020
- Luba e Sua Família, Veneta, 2021